# Jacob Italiano
Jacob Michael Italiano (Perth, 30 luglio 2001) è un calciatore australiano, difensore del Grazer AK.

## Caratteristiche tecniche
nato come ala offensiva, si è stabilito nel corso della carriera come terzino sinistro.

## Carriera

### Club
Ha iniziato a giocare a calcio con la maglia del Perth Glory, con cui ha debuttato il 19 novembre 2017 nell'incontro di A-League perso 2-0 contro il Melbourne Victory. Integrato stabilmente in prima squadra, l'11 ottobre 2018 è stato inserito dal quotidiano britannico The Guardian nella lista dei migliori 60 calciatori nati nel 2001.
Il 21 giugno del 2019 è stato acquistato dal Borussia M'gladbach, club della prima divisione tedesca, che lo ha immediatamente assegnato alla propria formazione riserve, militante nella quarta divisione tedesca. Dopo cinque stagioni in cui ha collezionato 103 presenze segnando 9 reti ha lasciato il club tedesco senza essere mai riuscito a debuttare in prima squadra, ed il 18 giugno 2024 ha firmato un contratto di quattro anni con il Grazer AK.

### Nazionale
Ha giocato con le nazionali giovanili australiane Under-17, Under-20 ed Under-23.

## Statistiche

### Presenze e reti nei club
Statistiche aggiornate al 23 aprile 2025.
| Stagione                      | Squadra                       | Campionato                    | Campionato | Campionato | Coppe nazionali | Coppe nazionali | Coppe nazionali | Coppe continentali | Coppe continentali | Coppe continentali | Altre coppe | Altre coppe | Altre coppe | Totale | Totale |
| Stagione                      | Squadra                       | Comp                          | Pres       | Reti       | Comp            | Pres            | Reti            | Comp               | Pres               | Reti               | Comp        | Pres        | Reti        | Pres   | Reti   |
| ----------------------------- | ----------------------------- | ----------------------------- | ---------- | ---------- | --------------- | --------------- | --------------- | ------------------ | ------------------ | ------------------ | ----------- | ----------- | ----------- | ------ | ------ |
| 2017-2018                     | Perth Glory                   | AL                            | 16         | 0          | CA              | 0               | 0               | -                  | -                  | -                  | -           | -           | -           | 16     | 0      |
| 2018-2019                     | Perth Glory                   | AL                            | 2          | 0          | CA              | 1               | 0               | -                  | -                  | -                  | -           | -           | -           | 3      | 0      |
| Totale Perth Glory            | Totale Perth Glory            | Totale Perth Glory            | 18         | 0          |                 | 1               | 0               |                    | -                  | -                  |             | -           | -           | 19     | 0      |
| 2019-2020                     | Borussia M'gladbach II        | RL                            | 14         | 2          | -               | -               | -               | -                  | -                  | -                  | -           | -           | -           | 14     | 2      |
| 2020-2021                     | Borussia M'gladbach II        | RL                            | 27         | 2          | -               | -               | -               | -                  | -                  | -                  | -           | -           | -           | 27     | 2      |
| 2021-2022                     | Borussia M'gladbach II        | RL                            | 19         | 1          | -               | -               | -               | -                  | -                  | -                  | -           | -           | -           | 19     | 1      |
| 2022-2023                     | Borussia M'gladbach II        | RL                            | 17         | 0          | -               | -               | -               | -                  | -                  | -                  | -           | -           | -           | 17     | 0      |
| 2023-2024                     | Borussia M'gladbach II        | RL                            | 26         | 4          | -               | -               | -               | -                  | -                  | -                  | -           | -           | -           | 26     | 4      |
| Totale Borussia M'gladbach II | Totale Borussia M'gladbach II | Totale Borussia M'gladbach II | 103        | 9          |                 | -               | -               |                    | -                  | -                  |             | -           | -           | 103    | 9      |
| 2024-2025                     | Grazer AK                     | BL                            | 25         | 1          | CA              | 2               | 0               | -                  | -                  | -                  | -           | -           | -           | 27     | 1      |
| Totale carriera               | Totale carriera               | Totale carriera               | 146        | 10         |                 | 3               | 0               |                    | -                  | -                  |             | -           | -           | 149    | 10     |